# Boston United Football Club
Boston United Football Club, más conocido como Boston United o simplemente Boston, es un club de fútbol inglés, de la villa de Boston en el condado de Lincolnshire. Juega actualmente en la Conference National, la quinta categoría nacional. Fue miembro de la Football League entre 2002 y 2007.
En su primera temporada profesional Boston ganó la Conference National y llegó a la Football League Two por primera vez. En 2004, compró a Paul Gascoigne, un centrocampista que jugó 57 partidos para la Selección de fútbol de Inglaterra desde 1990 hasta 1997, aunque abandonó el club el 5 de octubre del mismo año luego de cinco partidos. Los Peregrinos fueron relegados después de la temporada de 2006-07 y volvieron a la Conference North el 1 de mayo de 2008 después de un partido frente al Bradford Park Avenue.
Boston United es conocido como the Pilgrims (Los Peregrinos) en honor a los peregrinos que navegaron hacia América del Norte y se establecieron cerca de Boston, Massachusetts, aunque no fundaron dicha ciudad. El barco en su escudo también hace referencia a este acontecimiento ya que muestra el Mayflower. 
La escuadra lleva los colores ámbar y negro, aunque antes lucía el azul y blanco. Además, tiene una rivalidad con el otro club de Lincolnshire, el Lincoln City Football Club de la League One. Otros vecinos incluyen a Scunthorpe United y a Grimsby Town.
Cuenta también con un equipo de fútbol femenino.

## Jugadores

### Plantilla 2019/20
Actualizado al 9 de enero de 2020.

#### Altas y bajas 2017–18 (verano)
| Altas          | Altas     | Altas        | Altas   | Altas |
| Jugador        | Posición  | Procedencia  | Tipo    | Costo |
| -------------- | --------- | ------------ | ------- | ----- |
| Kyron Stabana  | Defensa   | Derby County | Cesión. | --    |
| Reece Thompson | Delantero | Guiseley     | Cesión. | --    |

| Bajas   | Bajas    | Bajas   | Bajas | Bajas |
| Jugador | Posición | Destino | Tipo  | Costo |
| ------- | -------- | ------- | ----- | ----- |

## Entrenadores
| Año       | Entrenador                      |
| --------- | ------------------------------- |
| 1934–1935 | Jimmy Cringan                   |
| 1935–1936 | Willie Vaughton                 |
| 1936–1937 | Arthur Greaves                  |
| 1937–1939 | Fred Tunstall                   |
| 1945–1947 | Fred Tunstall                   |
| 1948–1949 | Jimmy McGraham                  |
| 1950–1952 | Jimmy Ithell                    |
| 1952–1954 | Fred Tunstall                   |
| 1954–1957 | Ray Middleton                   |
| 1957–1960 | Ray King                        |
| 1960–1961 | Ray Middleton                   |
| 1961–1964 | Paul Todd                       |
| 1964–1965 | Fred Tunstall                   |
| 1965–1969 | Don Donovan                     |
| 1969–1972 | Jim Smith                       |
| 1972–1975 | Keith Jobling                   |
| 1975–1976 | Howard Wilkinson                |
| 1976–1977 | Freddie Taylor y Gordon Bolland |
| 1977–1979 | Mickey Walker                   |
| 1979–1981 | Albert Phelan                   |
| 1981–1984 | John Froggatt                   |
| 1984–1986 | Arthur Mann                     |
| 1986–1987 | Ray O'Brien                     |
| 1987–1990 | George Kerr                     |
| 1990–1992 | Dave Cusack                     |
| 1992–1994 | Peter Morris                    |
| 1994–1996 | Mel Sterland                    |
| 1996–1998 | Greg Fee                        |
| 1998–2002 | Steve Evans                     |
| 2002–2004 | Neil Thompson                   |
| 2004      | James Rodwell (interino)        |
| 2004–2007 | Steve Evans                     |
| 2007–2008 | Tommy Taylor                    |
| 2008–2009 | Steve Welsh                     |
| 2009–2011 | Rob Scott y Paul Hurst          |
| 2011–2012 | Jason Lee y Lee Canoville       |
| 2012      | Jason Lee                       |
| 2012–2013 | Graham Drury                    |
| 2013–2016 | Dennis Greene                   |
| 2016      | Martyn Bunce (interino)         |

## Palmarés

### Torneos nacionales
- Football Conference (1): 2002

- Southern League :1999/00

- Northern Premier League: 1972/73, 1973/74, 1976/77, 1977/78.

- Northern Premier League Challenge Cup: 1973/74, 1975/76, 2009/10.

- Northern Premier League Challenge Shield
  - Winners: 1973–74, 1974–75, 1976–77, 1977–78
- Lincolnshire Senior Cup
  - Winners: 1934–35, 1936–37, 1937–38, 1945–46, 1949–50, 1954–55, 1955–56, 1956–57, 1959–60, 1976–77, 1978–79, 1985–86, 1987–88, 1988–89, 2005–06
- Non-League Champions of Champions Cup
  - Winners: 1972–73, 1976–77
- East Anglian Cup
  - Winners: 1960–61
- Central Alliance League
  - Champions: 1961–62
- United Counties League
  - Champions: 1965–66
- West Midlands League
  - Champions: 1966–67, 1967–68
- Eastern Professional Floodlit Cup
  - Winners: 1971–72